# Aide de camp

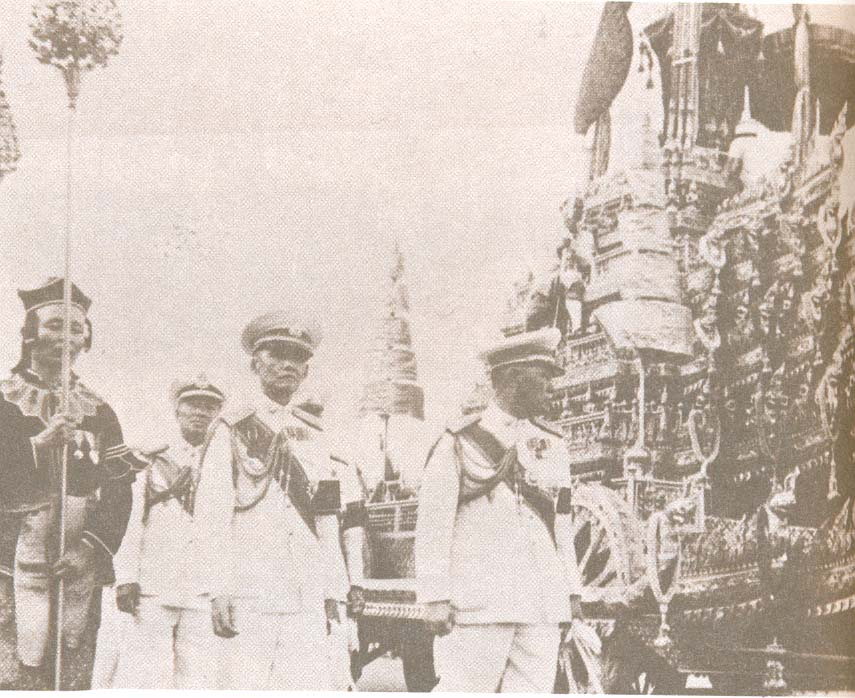
Aide de camp lors des funérailles royales d'Ananda Mahidol (juin 1946).

Un aide de camp est un officier, chargé de suivre un officier plus ancien ou de grade supérieur pour faire exécuter ses ordres. En permanence à ses côtés, il bénéficie de son expérience, et veille à son confort.
C'est souvent devenu au XXe siècle une fonction honorifique.

## Belgique

### Aide de camp du roi
Fonctions en service de la cour militaire du roi, attaché à sa maison militaire. Sous la direction du général Joseph Van den Put, chef de la Maison militaire du roi.
- le lieutenant général Émile Galet (1914-1918)
- le lieutenant général Aloïse Biebuyck (1915-1925)
- le lieutenant général Jean-Marie Jockin, commandant militaire du Palais de la Nation[1].
- le général-major J-P. Deconinck (2014)
- le général-major M. Thys (2014)
- le général-major M. Ocula (2014)
- le général-major T. Vandeveld (2015)
- le général-major G. Laire (2015)
- le général-major S. Vassart (2015)
- le général-major P. Neirinckx (2016)
- le général-major Fred Vansina (2016)
- le lieutenant général J. Hennes,
- le vice-amiral M. Hofman
- le général-major X. Watteeuw (2017)
- le général-major P. Boucké (2017)
- l'amiral de division Y. Dupont (2017)
- le lieutenant général C. Van de Voorde (2017)
- le général Marc Compernol: depuis le 1er janvier 2010 ; Chef de la Défense[2].
- le général-major Ph. Grosdent: 2010-2017

### Aide de camp Honoraire du Roi
- le lieutenant général Omer Ablay : 1842-1867
- Le lieutenant général baron Pierre Emmanuel Félix Chazal
- Le général baron Édouard Louis Joseph Empain
- Le lieutenant général Aloïse Biebuyck
- Le lieutenant général baron Albert du Roy de Blicquy Aide de camp honoraire de SM le Roi Albert Ier.
- Le lieutenant général comte Charles John d'Oultremont
- Le général August Van Daele Chef de la Défense
- 2014 : le lieutenant général Jean-Marie Jockin[1]
- 2015 : le lieutenant général G. Andries
- 2015 : le lieutenant général F. Hendrickx
- 2017 : le général-major M. Ocula
- 2018 : le général-major Ph. Grosdent
- 2019 : le général-major J-P. Deconinck

## Canada

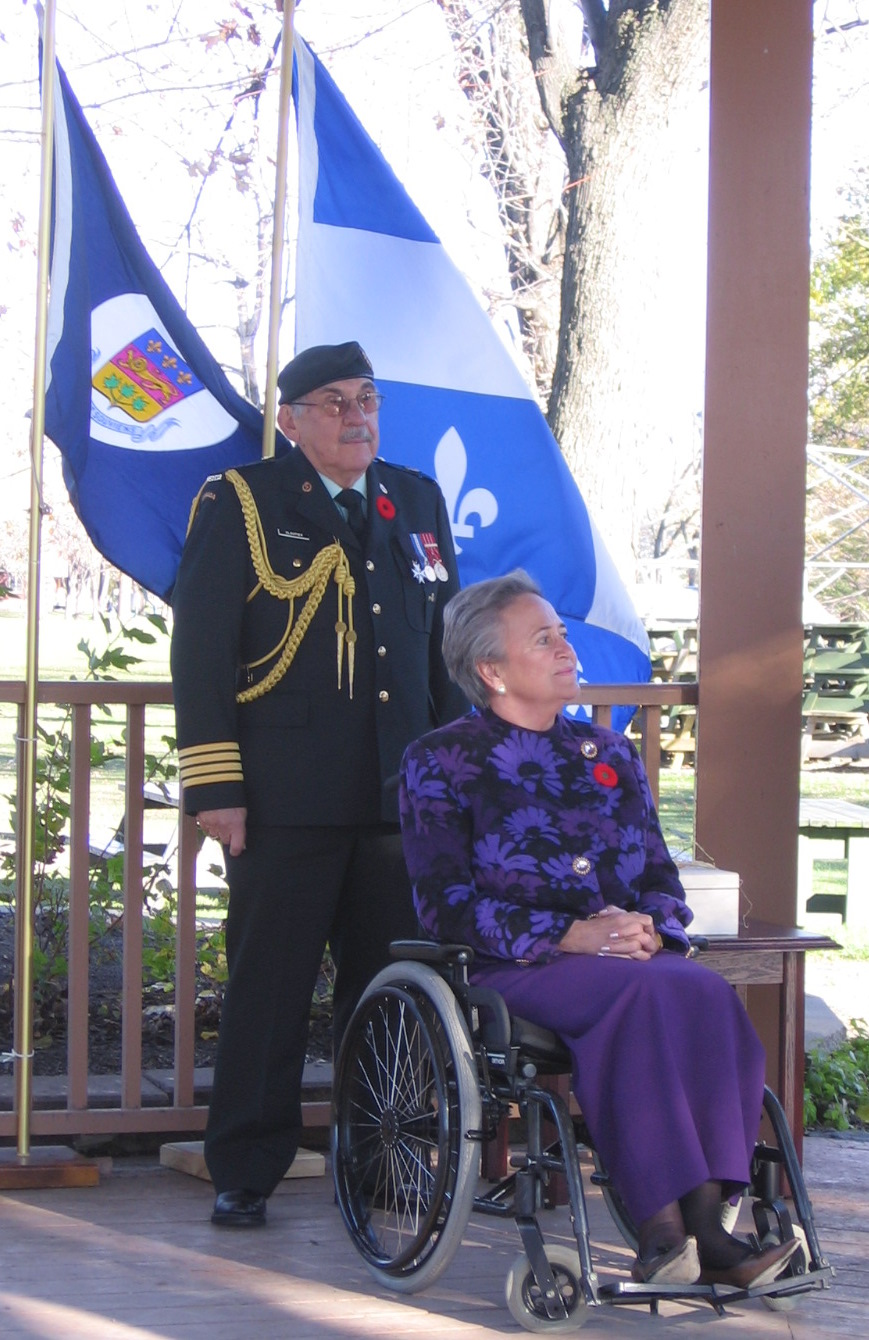
Lise Thibault, à l'époque lieutenant-gouverneur du Québec, avec un aide de camp.

Le gouverneur général du Canada possède plusieurs aides de camp, des capitaines ou des lieutenants de vaisseau, qui coordonnent l'ensemble de ses activités et déplacements.
Les lieutenants-gouverneurs ont également des aides de camp, mais souvent, cette fonction est davantage symbolique et honorifique.
Les officiers supérieurs ont également des aides de camp.
Dans tous les cas, les aides de camp portent un cordon jaune identifiant leur fonction. Ceux en service auprès du gouverneur général portent son insigne sur les épaulettes. Les aides de camp des lieutenants-gouverneurs portent sur leurs épaulettes les armoiries de la province concernée.
Le 29 novembre 1973, le gouverneur général Roland Michener conclut son initiative de permettre les aides de camp au gouverneur général et aux lieutenant-gouverneurs à employer des lettres post-nominales A de C durant l'exercice de leurs fonctions.

## France

### Histoire
Depuis le XVIe siècle, les états-majors étaient pourvus de jeunes officiers chargés de porter les ordres de conduite (c’est-à-dire dictés en cours de bataille, afin de modifier la direction de départ des unités) par le général en chef.

#### Guerres de la Révolution française
Le 5 septembre 1790, l’Assemblée nationale constituante institue le corps des aides de camp. La fonction des aides de camp est définie comme suit :
- distribuer les différents ordres émanant des généraux,
- surveiller l'ordonnance des camps,
- assurer la surveillance des approvisionnements, des logements, etc., en règle générale l'intendance[réf. nécessaire].

En 1790, 136 aides de camp furent nommés, dont les grades allaient de capitaine à colonel et les soldes de 1 800  à   9 000 livres[réf. nécessaire].
Ils sont souvent des cavaliers émérites qui se distinguent, en temps de guerre, par leur fougue et leur rapidité à porter les ordres, malgré les dangers parfois importants (traverser un champ de bataille ou une zone ennemie), et en temps de paix, par leurs uniformes chatoyants. Quelques généraux ou maréchaux célèbres ont débuté comme aides de camp : Murat, Junot, Marmont. Bien que la fonction soit dangereuse, elle n’a jamais manqué de volontaires. Ne pas confondre aides de camp et officier d'ordonnance , les aides de camp de Napoléon étaient des généraux capable de prendre d'importantes initiatives, eux-mêmes avaient des aides de camp, les officiers d'ordonnance sont des officiers subalternes, lieutenant ou capitaines, chargés de porter des messages et de menus services tel Jean-Roch Coignet, lieutenant vaguemestre au petit quartier général impérial[réf. nécessaire].

Reconstitution historique de l'uniforme. (1812)

#### Empire etXIXesiècle
Les armées de terre et de mer fournissent des officiers détachés d'un corps de troupes, remplissant auprès d’un officier général ou du chef de l’état les fonctions d’aide de camp. Des textes spéciaux, les ordonnances, déterminaient le nombre et le grade de ces militaires, souvent appelés officiers d'ordonnance.
Napoléon III eut ainsi des officiers d'ordonnance, généralement des capitaines ou commandants faisant un service effectif, tandis que les "aides de camp de l'empereur" qui figuraient sur l'almanach impérial, étaient des généraux souvent importants, n'exerçant qu'une charge honorifique.

#### De nos jours
Le président de la République, en tant que chef des armées, bénéficie d'aides de camp (trois, généralement, dont un traditionnellement issu des trois armées et tous au grade de lieutenant-colonel). Leur mission étant principalement celle de transporter la mallette liée à l'utilisation de l'arme nucléaire ; il leur arrive aussi d'assurer des missions d'assistance générale, par exemple lors de déclarations il est possible d'apercevoir un aide de camp déposer le discours du président sur le pupitre à son arrivée ou encore lors d'une cérémonie de remise d'insigne de tenir une note avec inscrite la phrase protocolaire liée à cette remise.
Lors des déplacements, l'aide de camp est constamment placé à l'avant de la voiture présidentielle, il est l'une des personnes les plus proches du président.

### Insignes
Depuis au moins le règne de Louis XV, les aides de camp portent aiguillette et ferrets dorés ou argentés à l'épaule droite comme insigne de leur fonction. Cet usage est encore en vigueur de nos jours.

### Aides de camp célèbres

#### Premier Empire
- Simon Bernard, aide de camp de Napoléon Ier, puis de Louis-Philippe
- Henri-Gatien Bertrand, aide de camp de Napoléon Ier
- Armand de Caulaincourt, aide de camp du Premier Consul Bonaparte, puis de Napoléon Ier
- Auguste de Caulaincourt
- Pierre David de Colbert-Chabanais, aide de camp de Junot, puis de Berthier
- Michel Duroc, aide de camp de Napoléon Bonaparte
- Joseph Exelmans, aide de camp d'Eblé, de Broussier, puis de Murat
- Thomas Prosper Jullien[5], aide de camp de Napoléon Bonaparte en Égypte
- Jean-Andoche Junot, aide de camp de Napoléon Bonaparte, puis de Napoléon Ier (notamment à la bataille d'Austerlitz)
- Jacques Alexandre de Lauriston, aide de camp du Premier Consul, puis de Napoléon Ier
- Louis-François Lejeune, aide de camp de Berthier
- Jean Le Marois, aide de camp du Premier Consul, puis de Napoléon Ier durant les Cent-Jours
- Louis-Michel Letort de Lorville, aide de camp de Napoléon Ier
- Marcellin Marbot, aide de camp de Augereau, de Lannes, de Masséna, puis du duc d'Orléans, enfin du comte de Paris
- Auguste Viesse de Marmont, aide de camp de Napoléon Bonaparte
- Raymond de Montesquiou-Fezensac, aide de camp de Clarke, de Ney puis de Berthier
- Charles Tristan de Montholon, aide de camp d'Augereau, de Mac Donald et de Berthier
- Joachim Murat, aide de camp de Napoléon Bonaparte
- Jean Rapp, aide de camp de Desaix, puis de Napoléon Ier
- Honoré Charles Reille, aide de camp de Masséna, puis de Napoléon Ier
- Étienne Ricard, aide de camp de Suchet puis de Soult
- Anne Savary, aide de camp de Desaix, puis de Napoléon Ier
- Claude Testot-Ferry, aide de camp de Marmont
- Pierre Cabrol de Mouté, aide de camp de de Prez, puis de Gudin

#### XXesiècle
- Alain de Boissieu, aide de camp du général de Gaulle
- Christian Girard, aide de camp du général Leclerc
- Geoffroy Chodron de Courcel, aide de camp du général de Gaulle
- Amiral Flohic, aide de camp du général de Gaulle

## Royaume-Uni
Aide de camp est un titre honorifique britannique. Ceux qui sont élevés au titre d'aide de camp à la souveraine peuvent ajouter les lettres post-nominales ADC à leur nom.

## Monde germanophone
Dans le monde germanophone, un aide de camp était autrefois également appelé adjudant d'aile (Flügeladjutant). Il s'agissait à l'origine de l'adjudant du commandant qui devait assurer la transmission des ordres aux différentes ailes de l'armée combattante. Par la suite, le terme a évolué pour désigner un aide de camp qui était personnellement affecté à un prince pour les services militaires et de représentation, ou un aide de camp d'un haut général,.